# سمیه محمودی
سمیه محمودی نماینده حوزه انتخابیه شهرضا و دهاقان، در دهمین و یازدهمین دوره مجلس شورای اسلامی بود.
او با چهره مستقل سیاسی موفق به راهیابی به مجلس شد و با عضویت در هیئت رئیسه فراکسیون مستقلان ولایی به کار ادامه داد.
وی جانب سیاسی خود را مستقل اعلام کرده‌است و در مرحله دوم با حمایت برخی از اصلاح طلبان توانست به مجلس راه پیدا کند.
او از جمله نمایندگانی است که به کمپین شفافیت آراء نمایندگان ملحق نشده و از مخالفین تصویب قانون شفافیت آراء نمایندگان است.

## نماینده شهرضا در مجلس دهم
در دهمین دوره انتخابات مجلس شورای اسلامی، سمیه محمودی، در لیست ائتلاف فراگیر اصلاح طلبان: گام دوم در شهرضا حضور داشت و در در دور دوم توانست با ۲۸٬۹۰۵ رأی از مجموع ۵۰٬۴۹۳ رأی مأخوذه صحیح بعنوان نماینده منتخب شهرضا، وارد مجلس دهم شود.

## مدرک تحصیلی
او دارای مدرک لیسانس در رشته جامعه‌شناسی از دانشگاه اصفهان و مدرک کارشناسی ارشد جامعه‌شناسی از دانشگاه آزاد اسلامی - واحد دهاقان است.